# Bauhaus (pel·lícula)
Bauhaus (títol original en alemany, Lotte am Bauhaus) és un telefilm alemany del 2018 dirigit per Gregor Schnitzler. Alicia von Rittberg, Noah Saavedra i Jörg Hartmann interpreten els papers principals. Ambientada a Weimar i Dessau a la dècada de 1920, la pel·lícula tracta sobre una dona jove que estudia a la Bauhaus. A diferència de la majoria dels altres personatges, la protagonista és de ficció, però està inspirada en l'artista Alma Buscher. La pel·lícula es va estrenar el 13 de febrer de 2019 com a part d'una vetllada temàtica del 100è aniversari de la Bauhaus al canal Das Erste. S'ha doblat i subtitulat al català.